# Citrus Springs
Citrus Springs ist ein census-designated place (CDP) im Citrus County im US-Bundesstaat Florida. Das U.S. Census Bureau hat bei der Volkszählung 2020 eine Einwohnerzahl von 10.246 ermittelt.

## Geographie
Citrus Springs liegt rund 20 km nordwestlich von Inverness sowie etwa 140 km nördlich von Tampa. Der CDP wird vom U.S. Highway 41 durchquert.

## Demographische Daten
Laut der Volkszählung 2010 verteilten sich die damaligen 8622 Einwohner auf 4017 Haushalte. Die Bevölkerungsdichte lag bei 156,5 Einw./km². 88,9 % der Bevölkerung bezeichneten sich als Weiße, 5,1 % als Afroamerikaner, 0,4 % als Indianer und 1,5 % als Asian Americans. 1,6 % gaben die Angehörigkeit zu einer anderen Ethnie und 2,4 % zu mehreren Ethnien an. 9,3 % der Bevölkerung bestand aus Hispanics oder Latinos.
Im Jahr 2010 lebten in 32,2 % aller Haushalte Kinder unter 18 Jahren sowie 38,1 % aller Haushalte Personen mit mindestens 65 Jahren. 73,1 % der Haushalte waren Familienhaushalte (bestehend aus verheirateten Paaren mit oder ohne Nachkommen bzw. einem Elternteil mit Nachkomme). Die durchschnittliche Größe eines Haushalts lag bei 2,50 Personen und die durchschnittliche Familiengröße bei 2,86 Personen.
25,8 % der Bevölkerung waren jünger als 20 Jahre, 21,4 % waren 20 bis 39 Jahre alt, 24,0 % waren 40 bis 59 Jahre alt und 28,8 % waren mindestens 60 Jahre alt. Das mittlere Alter betrug 43 Jahre. 47,9 % der Bevölkerung waren männlich und 52,1 % weiblich.
Das durchschnittliche Jahreseinkommen lag bei 45.679 $, dabei lebten 16,4 % der Bevölkerung unter der Armutsgrenze.
Im Jahr 2000 war Englisch die Muttersprache von 94,33 % der Bevölkerung, spanisch sprachen 4,90 % und 0,77 % sprachen deutsch.